# August Roger
August Roger (* 10. Januar 1823 in Niederstotzingen; † nach 1887) war ein württembergischer Oberamtmann.

## Leben
Roger, Sohn eines Rentbeamten und katholischer Konfession, studierte nach dem Besuch der Lateinschule und des Gymnasiums Augsburg von 1843 bis 1844 in München und von 1844 bis 1847 Regiminalwissenschaften in Tübingen. Seit 1847 war er Mitglied der Landsmannschaft Ulmia Tübingen. Er legte 1847 die erste und 1848 die zweite höhere Dienstprüfung ab.
Danach war er in der württembergischen Innenverwaltung tätig und leitete als Oberamtmann die Oberämter Böblingen von 1864 bis 1871 und Neckarsulm von 1871 bis zu seinem Ruhestand 1887.

## Ehrungen
- 1877: Ritterkreuz 1. Klasse des Friedrichs-Ordens